# Frosterley
Frosterley är en by i civil parish Stanhope, i kommunen Durham i grevskapet Durham i England. Byn är belägen 25,7 km från Durham. Orten har 640 invånare (2015).